# Норлан
Норлан е фюлке (област) в Норвегия. Населението е 238 124 жители (2011 г.), а има площ от 38 456 кв. км. Намира се в часова зона UTC+1, а лятното часово време е по UTC+2. Административен център е град Будьо. Средната годишна температура е около 6 градуса по Целзий. В религиозно отношение/или липса на такова жителите са: 89,92% християни, 9,59% други/атеисти, и 0,49% други религиозни.